# Надгробный памятник Якубу Коласу
Надгробный памятник Якубу Коласу — памятник на Военном кладбище в Минске, установленный в 1970 году на могиле классика белорусской литературы Якуба Коласа (1882—1956). Авторы памятника — скульпторы В. Ананько, Н. Яковенко, архитектор М. Мызников.

## Описание
Представляет собой вытянутый по вертикали 4-метровый гранитный блок с неровными гранями. В верхней части его — скульптурный портрет писателя. Своеобразный эффект достигнут при помощи различной обработки камня. Матовая светло-серая поверхность скульптурных форм контрастно выделяется на фоне более темных по тону грубых сколов. Нижняя часть блока с факсимильной подписью Я. Коласа имеет гладкую поверхность. Композиционное сочетание архитектурных и скульптурных форм, выбор пропорций, точность пластической характеристики придают памятнику монументальную выразительность.